# Campionati europei di ciclismo su strada 2007 - Cronometro femminile Junior
La cronometro femminile Junior dei Campionati europei di ciclismo su strada 2007 si disputò il 20 luglio 2007 su un percorso di 12 km in Bulgaria. La medaglia d'oro fu appannaggio dell'ucraina Valeriya Kononenko, la quale completò il percorso con il tempo di 16'41", argento andò alla lussemburghese Anne-Marie Schmitt e bronzo alla bielorussia Alena Amialiusik.
Al traguardo 20 cicliste portarono a termine la competizione.

## Ordine d'arrivo (Top 10)
| Pos. | Corridore           | Squadra     | Tempo  |
| ---- | ------------------- | ----------- | ------ |
| 1    | Valeriya Kononenko  | Ucraina     | 16'41" |
| 2    | Anne-Marie Schmitt  | Lussemburgo | a 2"   |
| 3    | Alena Amialiusik    | Bielorussia | a 28"  |
| 4    | Audrey Cordon-Ragot | Francia     | a 35"  |
| 5    | Anne Eversdijk      | Paesi Bassi | a 37"  |
| 6    | Angelika Kulish     | Polonia     | a 41"  |
| 7    | Yulia Popova        | Russia      | s.t.   |
| 8    | Jenifer Letue       | Francia     | a 47"  |
| 9    | Olena Pavlukhina    | Ucraina     | a 51"  |
| 10   | Doris Schweizer     | Svizzera    | a 54"  |